# 田中源三郎

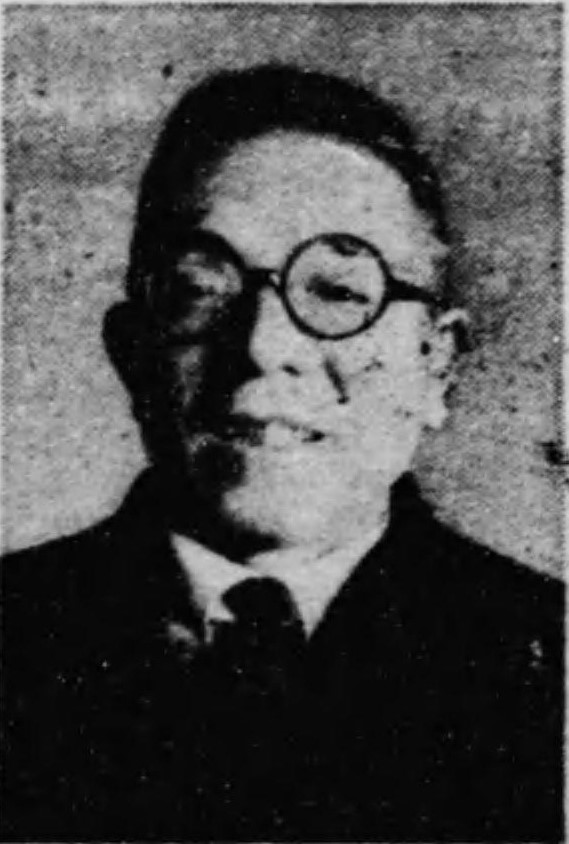
田中源三郎

田中 源三郎（たなか げんざぶろう、1895年（明治28年）8月12日 - 1953年（昭和28年）12月24日）は、大正から昭和期の実業家、政治家。衆議院議員。

## 経歴
兵庫県明石郡大久保村江井島（大久保町を経て現明石市）で生まれる。同志社大学、法政大学で学んだ。
兵庫県会議員に選出され、同参事会員も務めた。1937年（昭和12年）4月の第20回衆議院議員総選挙で兵庫県第3区から立憲政友会公認で出馬して当選したが、1939年（昭和14年）8月4日、衆議院議員選挙法違反事件の上告が大審院で棄却され判決が確定したため議員を退職した。戦後、1946年（昭和21年）4月の第22回総選挙で兵庫県第1区から日本自由党公認で出馬して再選され、1947年（昭和22年）4月の第23回総選挙で兵庫県第3区から民主党公認で出馬して当選し、衆議院議員に通算3期在任した。この間、片山内閣・運輸政務次官、日本自由党政調会商工部長、同石炭部長などを務めた。その後、第24回、第25回総選挙に立候補したがいずれも落選した。
また、兵庫県淡水魚養殖組合長、同水産業会顧問、中央水産業会参与、日本養魚組合連合会常務理事、兵庫県池中養殖特別漁業会長、三木電鉄監査役、阪神産業社長などを務めた。

## 著作
- 『帝國議會報告書 第71・2回』田中源三郎、1930年。